# All My Life (canción de Falling in Reverse)
«All My Life» es una canción de la banda estadounidense de rock Falling in Reverse en colaboración con el cantante estadounidense Jelly Roll. Fue lanzado el 6 de junio de 2024 a través de Epitaph Records. La canción fue lanzada como séptimo sencillo de su próximo quinto álbum de estudio, Popular Monster.

## Promoción y lanzamiento
Tras el anuncio de su quinto álbum de estudio, Popular Monster, la banda anunció que algunas de sus canciones que fueron lanzadas sin álbum se agregarán al álbum. El 6 de junio de 2024, la banda lanzó su séptimo sencillo para su álbum, el sencillo «All My Life» en colaboración con el cantante Jelly Roll, la canción fue una sorpresa para los fans por el nuevo sonido de esta canción.
También se anunció una gira por el Reino Unido con Hollywood Undead, Tech N9ne y Slaughter to Prevail. Las entradas para la gira por Reino Unido se agotaron tan rápido que tuvieron que abrir más fechas.

## Composición y letra
La canción fue escrita por el vocalista Ronnie Radke, Tyler Smyth, el guitarrista de Wage War, Cody Quistad, y el cantante y rapero Jeris Johnson y fue compuesta por Ronnie Radke y Tyler Smyth. Fue producida nuevamente por Tyler Smyth, Ronnie Radke y Charles Kallaghan Massabo. En cuanto a la letra de «All My Life», nos sumergimos de cabeza en una cruda confesión de luchas y búsqueda de redención personal. La canción vibra con la dura realidad de luchar contra demonios personales, los altibajos de la vida y la búsqueda del amor en lugares que a menudo no conducen a ninguna parte. Es un himno poderoso para cualquiera que alguna vez haya sentido que comete errores continuamente pero que quiera desesperadamente cambiar su vida.
La canción nos muestra un género diferente al que venía tocando la banda, sin embargo, también tiene un estilo para aquellos fans que han seguido a la banda desde sus inicios. La canción tiene una fuerte presencia de una mezcla de hard rock de la banda y el country característico de Jelly Roll, para algunos el estilo de la canción es similar a las primeras canciones de la banda.

## Desempeño comercial
La canción rápidamente comenzó a ser tendencia en YouTube, alcanzando el número 1 en Estados Unidos. La banda incluso lanzó un vídeo promocional con YouTube Music. La canción alcanzó el número 1 en las listas de Rock de Billboard. Esta es la segunda canción de la banda que ingresa a la lista Billboard Hot 100, debutando en el puesto 77.

## Vídeo musical
El vídeo musical fue dirigido por Jensen Noen, quien ha dirigido los últimos vídeos de la banda. El video musical marca el apoyo a la comunidad LGBTQ+ ya que cuenta con la participación de las influencers transexuales Blaire White y Gabbi Tuft (este último era un luchador conocido como Tyler Reks en la WWE). También hubo más personas en el video musical, como la novia de Ronnie Radke y luchadora de AEW, Saraya (conocida como Paige en la WWE), la novia de Jelly Roll, Bunny XO, el hermano de Saraya y luchador de AEW, Zak Zodiac, y el guitarrista de Bad Religion y propietario de Epitaph Records, Brett Gurewitz.
El vídeo musical trata sobre Radke siendo un ángel vaquero que va a una ciudad del Lejano Oeste para liberar a su compañero interpretado por Jelly Roll y luchar contra la sheriff interpretado por Blaire White para robar el banco de la ciudad.

## Posicionamiento en listas
| Listas (2024)                                 | Mejor posición |
| --------------------------------------------- | -------------- |
| Alemania (TopHit Airplay)                     | 38             |
| Australia (ARIA Digital Tracks Chart)         | 17             |
| Canadá (Canadian Digital Songs)               | 17             |
| Canadá (Canada Rock)                          | 40             |
| Estados Unidos (Billboard Hot 100)            | 77             |
| Estados Unidos (Adult Top 40)                 | 33             |
| Estados Unidos (Hot Rock & Alternative Songs) | 14             |
| Estados Unidos (Mainstream Rock)              | 12             |
| Estados Unidos (Mainstream Top 40)            | 38             |
| Estados Unidos (Rock Airplay)                 | 8              |
| Nueva Zelanda (Hot Singles) (RMNZ)            | 24             |
| Reino Unido (UK Singles Sales)                | 51             |
| Reino Unido (UK Download Chart)               | 48             |
| Reino Unido (UK Independent Singles Breakers) | 13             |
| Reino Unido (UK Rock & Metal)                 | 21             |

| Lista (2024)                                  | Posición |
| --------------------------------------------- | -------- |
| Estados Unidos (Hot Rock & Alternative Songs) | 66       |
| Estados Unidos (Rock Airplay)                 | 26       |

## Premios y nominaciones
| Año  | Premio                                          | Result    | Ref           |
| ---- | ----------------------------------------------- | --------- | ------------- |
| 2024 | Billboard Music Awards: Top Hard Rock Song      | Ganador   | [ 28 ] [ 29 ] |
| 2025 | iHeartRadio Music Awards: Rock Song Of The Year | Pendiente | [ 30 ]        |